# Karl Behr
Karl Howell Behr, ameriški tenisač in bankir, * 30. maj 1885, New York, ZDA, † 15. oktober 1949, Morristown, New Jersey, ZDA.
Karl Behr je največji uspeh v posamični konkurenci dosegel leta 1906, ko se je uvrstil v finale turnirja za Nacionalno prvenstvo ZDA, kjer ga je premagal Beals Wright. Na turnirjih za Prvenstvo Anglije se je najdlje uvrstil v četrti krog leta 1907, ko se je v konkurenci moških dvojic uvrstil v finale. Leta 1907 je bil član ameriške reprezentance v tekmovanju International Lawn Tennis Challenge, ki se je uvrstila v finale. Leta 1969 je bil sprejet v Mednarodni teniški hram slavnih.

## Finali Grand Slamov

### Posamično (1)

#### Porazi (1)
| Leto | Turnir                   | Nasprotnik v finalu | Rezultat finala |
| 1906 | Nacionalno prvenstvo ZDA | Beals Wright        | 3–6, 0–6, 4–6   |